# Let's Dance (서인영의 노래)
〈Let's Dance〉는 대한민국의 가수 서인영의 노래이다. 2012년 10월 18일 CJ E&M를 통해 발매되었다.

## 평가
《이즘》의 허보영은 "상반된 매력을 주는 목소리, 복고차림에 현대적 안무 첨가, 그리고 사운드 마스터를 초빙해 공들인 사운드까지 본인 역시도 열정을 쏟아낸 작품임이 역력히 드러난다"며 별점 5점 만점 중 3점을 줬다.

## 차트 성적
〈Let's Dance〉는 2012년 10월 4주차 가온 디지털 차트에 39위로 진입했다.

## 차트
| 차트 (2012)        | 최고 순위 |
| ------------------ | --------- |
| 가온 디지털 차트   | 39        |
| 가온 스트리밍 차트 | 40        |
| 가온 다운로드 차트 | 30        |